# Крейг, Элизабет
Марион Элизабет «Бетти» Крейг (англ. Marion Elizabeth "Betty" Craig; род. 26 сентября 1957, Броквилл, Онтарио), в замужестве Итон (англ. Eaton) — канадская гребчиха, выступавшая за сборную Канады по академической гребле в 1970-х и 1980-х годах. Серебряная призёрка летних Олимпийских игр в Лос-Анджелесе, обладательница серебряных и бронзовых медалей чемпионатов мира, победительница многих регат национального и международного значения.

## Биография
Элизабет Крейг родилась 26 сентября 1957 года в городе Броквилл провинции Онтарио, Канада. Заниматься академической греблей начала в 1973 году в местном одноимённом клубе «Броквилл».
Дебютировала на взрослом международном уровне в сезоне 1976 года в возрасте 18 лет, когда вошла в основной состав канадской национальной сборной и благодаря череде удачных выступлений удостоилась права защищать честь страны на домашних летних Олимпийских играх в Монреале. Вместе с напарницей Тришей Смит заняла пятое место в программе женских распашных двоек без рулевой.
После монреальской Олимпиады Крейг осталась в составе гребной команды Канады и продолжила принимать участие в крупнейших международных регатах. Так, в 1977 году она побывала на чемпионате мира в Амстердаме, откуда привезла награду бронзового достоинства, выигранную в безрульных двойках.
В 1978 году в той же дисциплине стала серебряной призёркой на мировом первенстве в Карапиро, уступив на финише только спортсменкам из Восточной Германии.
На чемпионате мира 1979 года в Бледе стартовала в рулевых четвёрках, но смогла квалифицироваться лишь в утешительный финал B.
Рассматривалась в качестве кандидатки на участие в Олимпийских играх 1980 года в Москве, однако Канада вместе с несколькими другими западными странами бойкотировала эти соревнования по политическим причинам.
В 1981 году в безрульных двойках Крейг выиграла серебряную медаль на чемпионате мира в Мюнхене, пропустив вперёд экипаж из ГДР.
На мировом первенстве 1982 года в Люцерне получила бронзу в безрульных двойках.
В 1983 году на чемпионате мира в Дуйсбурге вновь стала бронзовой призёркой в зачёте безрульных двухместных экипажей.
Находясь в числе лидеров канадской национальной сборной, благополучно прошла отбор на Олимпийские игры 1984 года в Лос-Анджелесе. На сей раз в безрульных двойках в паре с той же Тришей Смит финишировала второй позади команды Румынии и тем самым завоевала серебряную олимпийскую медаль.
Сразу по окончании лос-анджелесской Олимпиады Крейг завершила спортивную карьеру, однако в 1987 году вернулась в греблю и совместно со Смит одержала победу в зачёте канадского национального первенства. Тем не менее, на последовавшем мировом первенстве в Копенгагене в безрульных двойках она оказалась лишь восьмой и на этом окончательно завершила карьеру спортсменки.
По состоянию на 2010 год проживала на ферме в Британской Колумбии, занималась подготовкой лошадей и наездников.